# Айора, Исидро
Исидро Рамон Антонио Айора Куэва (исп. Isidro Ramon Antonio Ayora Cueva; 2 сентября 1879, Лоха — 22 марта 1978, Лос-Анджелес, США) — эквадорский политический и государственный деятель, президент Эквадора с 1926 до 1931 года.

## Биография
Обучался в католической школе в родном городе, затем изучал гуманитарные науки и филологию в престижном Colegio Bernardo Valdivieso в Лоха. Окончил медицинский факультет Центрального университета Эквадора в Кито. В 1905 году ему была присуждена степень доктора медицины.
После окончания университета, получил правительственную стипендию для продолжения обучения в Европе. Изучал гинекологию и акушерство в Берлинском университете, стажировался в Королевской женской больнице и акушерской школе в Дрездене под руководством известного немецкого гинеколога К. Леопольда.
В 1909 году вернулся в Эквадор, где был назначен профессором акушерства Центрального университета Эквадора в Кито и директором женской больницы, который ныне носит его имя. В 1917 году избран деканом медицинского факультета, а в 1925 году — ректором Центрального университета Эквадора. С 1924 года был председателем эквадорского движения Красного Креста.

## Политическая деятельность
1 апреля 1926 г. правительственная хунта почти через год после начала эквадорской Июльской революции привела его в кабинет президента. Айора принял это назначение при условии, что военные не будут вмешиваться в его правительство. С 3 апреля 1926 до 24 августа 1931 гг. был президентом с широкими полномочиями, которые фактически сделали его диктатором. В 1929 году он был избран президентом на выборах.
Политика И. Айора была направлена на централизацию страны и восстановления управляемости. Он ограничил свободу прессы, несмотря на многочисленные протесты средств массовой информации. Вернул из ссылки ряд лояльных политических деятелей. Политические противники были сосланы в труднодоступные районы Амазонки и Галапагосских островов. Жертвами репрессий стали также лидеры рабочего движения и социалистической партии Эквадора, выступившие против правительства 15 ноября 1926 г.
Провёл реформу государственных финансов, поддерживал жесткую банковскую политику. В следующие два года правления И. Айора его правительство провело реорганизацию и трансформацию многих государственных институтов, которые функционируют и сегодня в эквадорской политической системе, в том числе: Генеральную прокуратуру, государственные суды, дирекцию государственных доходов и активов, государственных закупок, постоянную бюджетную комиссию, таможенный комитет, пенсионный фонд и др.
В целом, цели июльской революции были частично достигнуты, однако большинство социальных проблем не были решены и не устранены. На фоне Великой Депрессии повысился уровень бедности, снизился экспорт и производство какао. В таких условиях экономического кризиса И. Айора в августе 1931 года потерял поддержку военных.
После ухода с поста президента, вернулся в преподавательской деятельности. Жил в США. Вернувшись в Эквадор снова работал в своей частной клинике и в 1957 году вновь возглавил государственную акушерскую больницу в Кито.
В 1955 г. Свободный университет Берлина присвоил ему почётную докторскую степень.

## Память
- В его честь назван город Пуэрто-Айора, расположенный на южном побережье острова Санта-Крус, входящего в состав Галапагосских островов.
- В Эквадоре люди называют монеты Айору, которые он ввёл в оборот во время своего правления.